# Championnat du Cameroun de football 1983
Navigation
Saison précédente Saison suivante
La saison 1983 du Championnat du Cameroun de football était la 23e édition de la première division camerounaise, la MTN Elite 1. Les équipes sont regroupées au sein d'une poule unique, où chaque équipe affronte tous les adversaires de sa poule 2 fois, à domicile et à l'extérieur.

C'est l'équipe du Tonnerre Yaoundé termine en tête du championnat cette année. C'est le 2e titre de champion de son histoire. Le Tonnerre réussit même à terminer la saison sans une seule défaite.

## Les 16 clubs participants
| - Dynamo Douala - Tonnerre Yaoundé - Canon Yaoundé - Union Douala - Unisport Bafang - Foudre Sportive d'Akonolinga - Léopards Douala - Lion de Yaoundé | - Etoile Filante Garoua - Entente Ngaoundéré - PWD Bamenda - Dragon Douala - Dihep DI Nkam - Federal Founbam - Kohi de Maroua - Bamboutos Mbouda |

## Compétition

### Classement
| Rang | Équipe                       | Pts | J  | G  | N  | P  | Bp | Bc | Diff |
| ---- | ---------------------------- | --- | -- | -- | -- | -- | -- | -- | ---- |
| 1    | Tonnerre Yaoundé             | 49  | 30 | 19 | 11 | 0  | 61 | 13 | +48  |
| 2    | Etoile Filante Garoua        | 37  | 30 | 13 | 11 | 6  | 47 | 31 | +16  |
| 3    | Dynamo Douala                | 32  | 30 | 7  | 18 | 5  | 32 | 23 | +9   |
| 4    | Unisport Bafang              | 31  | 30 | 9  | 13 | 8  | 19 | 18 | +1   |
| 5    | Entente Ngaoundere           | 31  | 30 | 8  | 15 | 7  | 35 | 31 | +4   |
| 6    | Canon Yaoundé (T)            | 30  | 30 | 10 | 10 | 10 | 39 | 36 | +3   |
| 7    | PWD Bamenda                  | 30  | 30 | 10 | 10 | 10 | 29 | 32 | -3   |
| 8    | Union Douala                 | 30  | 30 | 8  | 14 | 8  | 35 | 39 | -4   |
| 9    | Foudre Sportive d'Akonolinga | 30  | 30 | 10 | 10 | 10 | 32 | 38 | -6   |
| 10   | Dragon Douala                | 29  | 30 | 9  | 11 | 10 | 30 | 35 | -5   |
| 11   | Dihep Di Nkam                | 28  | 30 | 7  | 14 | 9  | 26 | 47 | -21  |
| 12   | Federal Foumban              | 27  | 30 | 8  | 11 | 11 | 28 | 37 | -9   |
| 13   | Kohi de Maroua               | 27  | 30 | 8  | 11 | 11 | 28 | 44 | -16  |
| 14   | Lions Yaounde                | 26  | 30 | 8  | 10 | 12 | 29 | 43 | -14  |
| 15   | Léopards Douala              | 24  | 30 | 9  | 6  | 15 | 35 | 44 | -9   |
| 16   | Bamboutos Mbouda             | 20  | 30 | 5  | 10 | 15 | 19 | 39 | -20  |

|  | Qualifié pour la Coupe des clubs champions africains 1984 |
|  | Qualifié pour la Coupe des Coupes 1984                    |
|  | Relégation en deuxième division                           |

## Bilan de la saison
| Tableau d'Honneur                   |                  |
| Compétition                         | Vainqueur        |
| Championnat du Cameroun de football | Tonnerre Yaoundé |
| Coupe du Cameroun                   | Canon Yaoundé    |

| Qualifications continentales             |                  |
| Coupe des clubs champions africains 1984 | Qualifié         |
| Premier tour                             | Tonnerre Yaoundé |
| Coupe des Coupes 1984                    | Qualifiés        |
| Premier tour                             | Canon Yaoundé    |

| Promotion et relégation |                                  |
| Relégués en 2e division | Léopards Douala Bamboutos Mbouda |
| Promus en MTN Elite 1   | Inconnus                         |